# Naval Trench Cemetery
Naval Trench Cemetery is een Britse militaire begraafplaats met gesneuvelden uit de Eerste Wereldoorlog en gelegen in het Franse dorp Gavrelle (Pas-de-Calais). De begraafplaats ligt in het veld op 750 meter ten zuidwesten van het dorpscentrum (Église Saint-Vaast) en is bereikbaar langs een pad van 105 meter. Ze heeft een onregelmatig grondplan en is omgeven door een natuurstenen muur. Het Cross of Sacrifice staat achteraan in een apsis. De begraafplaats wordt onderhouden door de Commonwealth War Graves Commission. 
Er liggen 60 doden begraven waaronder 2 niet geïdentificeerde.

## Geschiedenis
Gravelle werd op 23 april 1917 door de Royal Naval Division veroverd maar tijdens het Duitse lenteoffensief werd het op 28 maart 1918 terug uit handen gegeven. Op 27 augustus 1918 werd het door de 51st (Highland) Division heroverd.
"Naval Trench" was een tweedelijns verdedigingsloopgraaf die in de zomer van 1917 werd aangelegd en tot maart 1918 ook als bataljonshoofdkwartier dienstdeed. Op 26 augustus 1918 werd hij door de 6th Black Watch heroverd nadat hij eerder door Duitse troepen was veroverd. De begraafplaats werd door gevechtseenheden van de Royal Naval Division gebruikt tussen april en november 1917, de periode waarin de meeste slachtoffers vielen.
Er liggen 59 Britse gesneuvelden uit de Eerste Wereldoorlog begraven waaronder 2 niet geïdentificeerde. Er ligt ook 1 gesneuvelde (kapitein Robert Duncan Miller) uit de Tweede Wereldoorlog.

## Onderscheiden militairen
- onderofficier G. T. Hall, korporaal W. Marsden en schutter William Tootill werden onderscheiden met de Military Medal (MM).